# カドゥルー
カドゥルー（またはカドルー、Kadrū）は、インド神話に登場する女性。ダクシャの娘の1人で、カシュヤパ仙の妻。1000の偉大なナーガ（蛇）の王たちを生んだ太母的存在。白馬ウッチャイヒシュラヴァスの尾の色をめぐって姉妹のヴィナターと争った。
あるときカドゥルーは白馬ウッチャイヒシュラヴァスを見てヴィナターにその色を質問した。ヴィナターは白だと答え、カドゥルーと賭けをしようと言った。そこでカドゥルーは負けた方が奴隷になることにし、尻尾だけ黒色だと言った。
2人は翌日ウッチャイヒシュラヴァスの色を見に行くことに決めて家に帰った。しかしカドゥルーは賭けに勝つため、1000の子供たちにウッチャイヒシュラヴァスの尾の中にもぐりこんで、尾の色を黒に見せかけるよう命じた。しかし母の命令に従わなかった子供が多くいたので、カドゥルーは軽い気持ちで彼らを呪い、ジャナメージャナ]によって滅ぶよう言った。
ところでブラフマー神は常々、ナーガが恐るべき猛毒によって他の生類を圧倒し、強大な勢力になることを危惧していた。そのためカドゥルーの呪いを喜んだが、逆にナーガたちは母の言葉が必定であることをよく知っていて、滅亡を回避するために対策を講じなければならなかった。
翌日カドゥルーは子供たちの働きによって賭けに勝利し、500年の間ヴィナターを奴隷にしたとされる。